# Josep Maria Serra i Constantí
Josep Maria Serra i Constantí   (la Garriga, 6 de maig de 1922 - la Garriga, 16 de març de 2002) va ser un caricaturista i dibuixant de còmics català. Signava com a Serra i JMS.
La seua primera col·laboració la fa, sent menut, a L'Avant. Publicà a revistes d'editorial Marco com La Risa o d'Ediciones Generales com Paseo Infantil. i després entraria, com a dibuixant de plantilla, a El Correo Catalán. Ha col·laborat a Atalaya o Hoja del Lunes, i seria un prolífic caricaturista a El Mundo Deportivo. Des de 1948, ha exposat a Barcelona i altres localitats catalanes. Tenia un estil propi de la caricatura periodística, sintètica i resolta amb traços essencials. Va publicar un llibre dedicat a Granollers.